# Лівія Друза
Лі́вія Дру́за (119 — 92 роки до н. е.) — аристократка, давньоримська матрона, дружина відомих політичних діячів.

## Життєпис
Походила з роду нобілів Лівіїв. Донька Марка Лівія Друза, консула 112 року до н. е., та Корнелії. У першому шлюбі була одружена з Квінтом Сервілієм Цепіоном, претором 91 року до н. е. Мала від нього сина і доньку. У 98 році до н. е. розлучилася з чоловіком внаслідок його сварки зі своїм братом, Марком Лівіем Друзом, народним трибуном 91 року до н. е. Вдруге вийшла заміж за Марка Порція Катона Салоніана Молодшого, народного трибуна 99 року до н. е., мала від нього сина і доньку. Померла у 92 році до н. е.

## Родина
1. Чоловік — Квінт Сервілій Цепіон, претор 91 року до н. е.
Діти:
- Гней Сервілій Цепіон, військовий трибун 72 року до н. е.
- Сервілія Цепіона Старша
- Сервілія Цепіона Молодша

2. Марк Порцій Катон Салоніан Молодший, народний трибун 99 року до н. е.
Діти: 
- Марк Порцій Катон Утицький, претор 54 року до н. е.
- Порція Катона Салоніана